# Taverna alla Giamaica
Taverna alla Giamaica (Jamaica Inn) è un romanzo giallo di Daphne du Maurier, pubblicato nel 1936.
Il libro è stato tradotto in francese, spagnolo, norvegese, giapponese, ebraico, danese, lettone e numerose altre lingue.

## Trama
Nei primi anni del 1800, Mary Yellan, affascinante e coraggiosa ragazza ventitreenne, scende da una vettura davanti alla locanda Jamaica Inn sperduta tra le brughiere della Cornovaglia. Qui spera di trovare l'affettuosa ospitalità della zia Patience, unica parente rimastale dopo la morte della madre. L'incontro con lo zio Joss Merlyn, uomo imponente, villano e violento, la spaventa. Ancor più la demoralizza e la rattrista la vista della zia Patience ridotta a una larva umana e completamente soggiogata dal marito, mentre la ricordava come una graziosa e allegra ragazza. Anche se sconvolta, decide di rimanere per proteggere la zia e con la segreta speranza di convincerla ad andare via con lei. Per sopravvivere impara presto a tenere testa allo zio per il quale prova rabbia e repulsione, pur subendone, suo malgrado, il fascino sinistro e insinuante. Vivendo nella taverna Mary scopre i loschi traffici dello zio che pratica il contrabbando dalla costa all'interno della Cornovaglia. Dalla sua finestra intravede i carri che arrivano di notte, guidati da personaggi poco raccomandabili che depositano le merci in un magazzino all'interno della locanda. Una mattina si presenta allo zio il giudice di North Hill mister Bassat, ma non trova le prove del contrabbando perché la merce è già stata portata via. Mary conosce Jem, fratello minore di Joss, e lo trova attraente anche se somigliante al fratello. Jem consiglia Mary di andare via dalla locanda e le offre il suo aiuto ma la ragazza non si fida completamente di lui, resta alla locanda e decide di indagare. Seguendo lo zio nella brughiera, colta dalle tenebre, viene aiutata da Francis Davey, parroco di Altarnum, che la ospita a casa sua. Mary lo mette a parte dei suoi sospetti. In seguito accetta la corte di Jem Merlin, sperando anche di scoprire qualcosa. Assiste poi al naufragio di una nave, provocato dallo zio e dai suoi compagni servendosi di falsi segnali luminosi al fine di depredarne il carico e uccidere l'equipaggio. Mary vorrebbe denunciarlo ma lo zio viene ucciso nella locanda assieme alla zia. L'assassino è Francis Davey che lo ha eliminato per impedirgli di fare il suo nome ed egli è anche il capo dei contrabbandieri mentre Joss era solo un esecutore. Lo confessa lui stesso a Mary, di cui si è invaghito. Il parroco decide poi di portare la ragazza con sé per impedirle di parlare, in una disperata fuga sulle scogliere. Fortunatamente il giudice Bassat, grazie alle prove fornite da Jem, è al suo inseguimento. Francis Davey, sentendosi perduto, si lascia cadere dal picco Roughtor. Mary, finalmente libera, parte insieme a Jem in cerca di fortuna.

## Personaggi
- Mary Yellan - Giovane orfana affascinante e intelligente di estrazione contadina
- Jem Merlyn - Fratello di Joss e innamorato di Mary
- Joss Merlyn - Zio di Mary, marito della zia Patience, contrabbandiere e rapinatore
- Patience - Zia di Mary e moglie di Joss, donna schiavizzata e annullata dal marito
- Giudice Bassat - Giudice di North Hill
- Francis Davey - Parroco di Altarnum anche lui invaghito di Mary, "deus ex machina" delle attività criminose

## Opere derivate
Dal romanzo fu tratto nel 1939 il film La taverna della Giamaica diretto da Alfred Hitchcock con Maureen O'Hara, Robert Newton, Charles Laughton.

## Edizioni in italiano
- Daphne Du Maurier, Taverna alla Giamaica, trad. dall'inglese di Alessandra Scalero, Aldo Martello, Milano 1946
- Daphne Du Maurier, Taverna alla Giamaica; Unica traduzione autorizzata dall'Inglese di Alessandra Scalero, A. Martello, Milano 1948